# Whitbread Round the World Race 1993-94
La Whitbread Round the World Race 1993-94 fue la sexta edición de la vuelta al mundo a vela.
Por primera vez se intentó introducir un solo tipo de embarcación en la competición, pero debido a la premura de tiempo, algunos equipos no pudieron construir nuevos barcos. Por tanto, la organización permitió competir tanto a los yates de la recién creada clase Whitbread 60 (W60) como a los antiguos de la clase Maxi. Esto provocó hubo numerosas protestas y fue la última edición en que compitieron yates de diferentes clases hasta la edición de 2023.
Constó de 6 etapas y se mantuvo la tradición de salir y llegar en Southampton (Reino Unido).
El vencedor fue el "NZ Endeavour" patroneado por el neozelandés Grant Dalton.

## Etapas
| Manga | Salida                          | Llegada                         | Vencedor        |
| ----- | ------------------------------- | ------------------------------- | --------------- |
| 1     | Southampton, Reino Unido        | Punta del Este, Uruguay         | NZ Endeavour    |
| 2     | Punta del Este, Uruguay         | Fremantle, Australia            | Intrum Justitia |
| 3     | Fremantle, Australia            | Auckland, Nueva Zelanda         | NZ Endeavour    |
| 4     | Auckland, Nueva Zelanda         | Punta del Este, Uruguay         | NZ Endeavour    |
| 5     | Punta del Este, Uruguay         | Fort Lauderdale, Estados Unidos | Yamaha          |
| 6     | Fort Lauderdale, Estados Unidos | Southampton, Reino Unido        | Tokio           |

## Clasificación final
| Puesto | Yate                 | Clase | Patrón                          | Tiempo            |
| ------ | -------------------- | ----- | ------------------------------- | ----------------- |
| 1      | NZ Endeavour         | Maxi  | Grant Dalton                    | 120 d 5 h 9 min   |
| 2      | Yamaha               | W60   | Ross Field                      | 120 d 14 h 55 min |
| 3      | Merit Cup            | Maxi  | Pierre Fehlmann                 | 121 d 2 h 50 min  |
| 4      | Intrum Justitia      | W60   | Roger Nilson/ Lawrie Smith      | 121 d 5 h 26 min  |
| 5      | Galicia 93 Pescanova | W60   | Javier de la Gándara            | 122 d 6 h 12 min  |
| 6      | Winston              | W60   | Dennis Conner/ Brad Butterworth | 122 d 9 h 32 min  |
| 7      | La Poste             | Maxi  | Éric Tabarly                    | 128 d 16 h 19 min |
| 8      | Tokio                | W60   | Chris Dickson                   | 128 d 16 h 19 min |
| 9      | Brooksfield          | W60   | Guido Maisto                    | 130 d 4 h 29 min  |
| 10     | Hetman Sahaidachny   | W60   | Eugene Platon                   | 135 d 23 h        |
| 11     | Reebok Dolphin Youth | W60   | Mathew Humphries                | 137 d 21 h        |
| 12     | Heineken             | W60   | Dawn Riley                      | 138 d 16 h        |
| 13     | Uruguay Natural      | Maxi  | Gustavo Vanzini                 | 145 d 17 min      |
| 14     | Odessa               | W60   | Anatoly Verba                   | 158 d 4 h         |
| DNF    | Fortuna              | Maxi  | Lawrie Smith                    |                   |